# Michael Learns to Rock
Michael Learns to Rock (thường được viết tắt là MLTR) là một ban nhạc nổi tiếng Đan Mạch với các ca khúc bằng tiếng Anh. Ban nhạc này thành lập năm 1988 và đã bán được hơn 9 triệu album, chủ yếu là tại Châu Á. Họ đã ra được 6 album CD và các album hình ảnh, tuyển tập khác.

## Lịch sử

### Thành lập (1988–1992)
Năm 1987, ca sĩ kiêm tay đánh Keyboard Jascha Richter và tay trống Kåre Wanscher học ở trường trung học tại Aarhus, Đan Mạch, họ thấy tay guitar Mikkel Lentz với nhóm của anh ta Rocking Studs và hỏi anh này việc thành lập ban nhạc. Một năm sau thì Søren Madsen gia nhập nhóm kiêm tay đánh bass.
Ban nhạc khởi đầu sự nghiệp tại Aarhus tháng 5 năm 1988 và sau đó tham gia cuộc thi tài năng âm nhạc thường niên của thành phố. Ban nhạc này giành được chức vô địch và phải quyết định đặt tên nhóm. Trong một buổi phỏng vấn Richter thừa nhận ban nhạc được đặt theo tên của Michael Jackson: "Giống như các ban nhạc tên Johnny Hates Jazz và Frankie Goes to Hollywood. Chắc chắn, tôi đã nhiều lần hối tiếc vì sử dụng cái tên đó. Nhưng khi chúng tôi thành công quá nhanh thì chúng tôi phải gắn với nó vậy, qua thời gian thì tôi cũng quen với cái tên" (Thời báo Đài Bắc, ngày 7 tháng 6 năm 2007)
Một thành viên của ban giám khảo cuộc thi, J.P. Anderson, trở thành ông bầu của nhóm. MLTR bắt đầu các buổi biểu diễn nhưng đến năm 1991 mới ra album đầu tay "Michael Learns to Rock,". Một single của album, "The Actor," dành vị trí đầu bảng xếp hạng Đan Mạch và cũng dành các vị khả quan ở các bảng của Na Uy, Thụy Điển, Indonesia, Malaysia, Singapore và Philippines.

### Đột phá quốc tế (1993–1996)
Năm 1993, MLTR phát hành album Colours, album đã bán được 1 triệu bản. Album gồm các đĩa đơn như "Sleeping Child" "25 Minutes" và "Out of the Blue." Ban nhạc sau đó thực hiện tour diễn châu Á đầu tiên. Hai năm sau họ ra album Played On Pepper, bán được 1.2 triệu bản, ban nhạc có tour diễn với 25 buổi biểu diễn tại 10 quốc gia. Các ca khúc đình đám của album này bao gồm "That's Why (You Go Away)" và "Someday."
Album Paint My Love ra mắt năm 1996 và bán được 3.4 triệu bản. Ban nhạc cũng được chọn là ca sĩ mở đầu cho lễ kỉ niệm Hồng Kông trở về Trung Quốc Đại lục ngày 6 tháng 6 năm 1997.

### Thành công rộng rãi ở Châu Á (1997–1999)
CD thứ tư của nhóm, Nothing To Lose, phát hành tháng 9 năm 1997.
Sau đó, MLTR tạm nghỉ một thời gian dành cho gia đình, và phát triển các dự án riêng hoặc hợp tác với các nghệ sĩ khác. Dù vậy, Richter vẫn viết vài ca khúc mới và bài thánh ca "Strange Foreign Beauty" được bổ sung vào album những ca khúc đình đàm nhất phát hành năm 1998 của nhóm.

### Tiếp tục là một bộ ba (2000–2006)
Năm 2000, Søren Madsen rời nhóm để phát triển sự nghiệp solo, 3 thành viên còn lại vẫn tiếp tục và sau đó cho ra đời album "Blue Night", album giành được đĩa bạch kim ở Đan Mạch và bán chạy tại châu Á. Ban nhạc này đóng góp thêm những thành công tại châu Á nhờ một ảnh sạch, hát tiếng Anh như là ngôn ngữ thứ 2, đồng thời lời các ca khúc dễ nghe và dễ thuộc (thời báo Đài Bắc, ngày 7 tháng 6 năm 2007).
Album "Take Me To Your Heart" (2004) chủ yếu tập trung vào thị trường châu Á. Ca khúc "Take Me To Your Heart" là bản cover của bài "Nụ hôn biệt ly - 吻别" của Trương Học Hữu và sau đó nó trở nên nổi tiếng tại Trung Quốc, Hồng Kông, Việt Nam và Đài Loan. MLTR hát song ca bài "Take Me To Your Heart" với ca sĩ Trung Quốc Hu Yanbin vào lễ kỉ niệm năm mới tại Quảng Châu, Trung Quốc. Ban nhạc cũng có một ca khúc song ca với thành viên của nhóm nhạc Hàn Quốc Shinhwa, Shin Hye-sung.

### Nhãn thu âm độc lập; MLTR Music (2007–2013)
Năm 2007, ban nhạc cho ra album "The Best of Michael Learns to Rock Live" và thực hiện tour diễn tại Hồng Kông, Đài Loan, Thái Lan và Singapore.

### Kỷ niệm 25 năm, dự án phụ, album mới (2014–nay)
Tháng 11 năm 2024, ban nhạc thực hiện chuyến lưu diễn Take Us to Your Heart qua 6 quốc gia Đông Nam Á gồm Indonesia, Philippines, Thái Lan, Malaysia, Singapore và Việt Nam.

## Danh sách đĩa nhạc
- Michael Learns to Rock (1991)
- Colours (1993)
- Played on Pepper (1995)
- Nothing to Lose (1997)
- Blue Night (2000)
- Take Me to Your Heart/Michael Learns to Rock (2004)
- Eternity (2008)
- Scandinavia (2012)
- STILL (2018)